# Selypítés
A selypítés, más néven szigmatizmus a pöszeség egy változata, ami a sziszegő hangok képzését érinti. Ezek a magyar nyelvben az sz, a z, a c, illetve az s, a zs, a cs, valamint a dz és a dzs. A hiba érintheti az összes sziszegő hangot, vagy csak egy részüket. Leggyakoribb oka, hogy a nyelv a fogsorok közé csúszik, de lehetnek más okai is. A hangok kiesése ritkább, mint a torz ejtés. Felnőtteknél gyerekes, éretlen benyomást kelt. Nemcsak a beszédhibás egyént zavarhatja, hanem az érthetőség rovására is mehet, különösen az összes sziszegőt érintő selypítés esetén. Nem tekintendő beszédhibának, ha tájszólásról, vagy rétegnyelvről van szó. Egyes nyelvek tanulásában és beszélésében akár előny is lehet, mert ott más a nyelvi norma, például az angolban van fog közé csúsztatott nyelvvel képzett sziszegő hang.

## Fajtái
A selypítés érintheti az összes sziszegőt, vagy csak az sz, a z, a c, illetve az s, a zs, a cs hármast. 
A leggyakoribb selypítést eredményező ejtéshibák:
- Interdentális képzés: az sz, a z és a c ejtésekor a nyelv hegye a fogak közé csúszik. Ez az ejtés az angol th ejtéséhez hasonló
- Addentális képzés: a nyelv a felső fogsorhoz nyomódik. Az sz, a z, a dz és a c tompább, keményebb hangzásúvá válik
- A nyelv túl szűk rést képez, így az sz, a z és a c élessé, füttyszerűvé válik
- Laterális képzés: a rés oldalra csúszik

Az sz, a z, a c és a dzs leggyakoribb hibái:
- A nyelv a két fogsor közé csúszik
- A nyelv közepén túl szűk a csatorna
- A nyelv túlzottan előre, vagy hátra csúszik
- A nyelv által létrehozott zár nem zár eléggé
- A nyelv vége nem emelkedik fel

## Okai
A selypítésnek többféle oka is lehet.
- A hallás, a fonémahallás hibája
- Szervi okok, a nyelvizomzat gyengesége, a fogak rendellenessége, foghiány, fogszabályzó, protézis szokatlansága
- Rossz példa követése

## Kezelése
A selypítés bármely korosztályban kiküszöbölhető. Gyerekeknél meg kell várni, amíg az elülső fogak lecserélődnek, különben az eredmény nem lesz tartós. Sokszor fogorvosi, fogszabályozó szakorvosi segítséget is igénybe kell venni. Kitartó gyakorlással rögzíthető a beszédben a sziszegő hangok pontos és helyes ejtése.